# Acacia celastrifolia
Acacia celastrifolia är en ärtväxtart som beskrevs av George Bentham. Acacia celastrifolia ingår i släktet akacior, och familjen ärtväxter. Inga underarter finns listade i Catalogue of Life.